# Volkswagen Original Teile Logistik
Die Volkswagen Group Original Teile Logistik, Vertrieb & Services GmbH (Volkswagen Group OTLG) ist ein hundertprozentiges Tochterunternehmen der Volkswagen AG mit Sitz in Baunatal. Von sechs Vertriebszentren in Dieburg, Köln, Ludwigsburg Ludwigsfelde, München und Norderstedt aus versorgt die OTLG 2900 Servicepartnerbetriebe der Marken Volkswagen, Volkswagen Nutzfahrzeuge, Audi, Seat, Cupra und Škoda in Deutschland und Dänemark mit Original Teilen, Zubehör und Servicedienstleistungen.

## Geschichte

Logo bis Februar 2025

Die Volkswagen OTLG, so wie man sie heute vorfindet, entstand erst durch eine Reihe von Konsolidierungsmaßnahmen.
Fand man 1966 noch 96 Großhändler, die zwischen 3500 Einzelhändlern und dem Volkswagen Werk vermittelten, so erfolgt heute die Belieferung Deutschlands aus 6 Vertriebszentren heraus.
1972 baute Audi sieben Vertriebszentren (u. a. in Dieburg, Bremen und Ingolstadt). In den darauffolgenden Jahren von 1973 bis 1976 wurden die Vertriebszentren von Volkswagen und Audi zusammengelegt und in der Anzahl von 96 auf 22 Standorte reduziert. Die Zeit bis 2000 wurde weiterhin von Schließungen und Fusionen diverser Standorte geprägt, was Gebietsveränderungen und eine neue Aufgabenverteilung bedingte.
Am 1. Oktober 2003 wurde dann die Volkswagen OTLG aus den verbliebenen 12 Standorten (Norderstedt, Wedemark, Köln, Ratingen, Emsdetten, Unna, Dieburg, Würzburg, Ludwigsburg, München, Berlin und Baunatal) gegründet.
Im Rahmen der vollständigen Übernahme der OTLG durch die Volkswagen AG wurde die Volkswagen Original Teile Logistik GmbH & Co. KG zum 15. Februar 2025 in die Volkswagen Group Original Teile, Vertrieb & Services GmbH umfirmiert.
Zum 1. April 2025 wurde die Weser-Ems Vertriebsgesellschaft (Volkswagen Classic Parts) in die OTLG eingegliedert.

## Standorte
Die OTLG verteilt sich mit insgesamt 6 Vertriebsstandorten auf ganz Deutschland:
- Zentrale (Baunatal)
- Vertriebszentrum Nord (Norderstedt)
- Vertriebszentrum Brandenburg (Ludwigsfelde)
- Vertriebszentrum West (Köln)
- Vertriebszentrum Rhein Main (Dieburg)
- Vertriebszentrum Südwest (Ludwigsburg)
- Vertriebszentrum Südbayern (München)

## Leistungen
Die sechs Vertriebszentren der Volkswagen OTLG beinhalten eine Lagerfläche von insgesamt rund 440.000 m², was etwa 62 länderspieltauglichen Fußballfeldern entspricht. Hiervon erfolgt die tägliche Kommissionierung und Bereitstellung von ca. 200.000 Positionen für:
- 2.600 Volkswagen und Audi Partner
- 2.000 Seat und Škoda Partner
- 150 Partner in Dänemark

Des Weiteren werden die Service Partner 2-mal täglich beliefert, sodass ein Servicegrad von 98 % binnen 24h erreicht werden kann.
Nachfolgend sind die Leistungen der Volkswagen OTLG mit einer kurzen Beschreibung abgebildet:
| Leistungen                                  | Beschreibung |
| ------------------------------------------- | --- |
| Partnerbetreuung und -beratung              | Umfangreiche und qualifizierte Betreuung durch entsprechende Außendienste                                                         |
| Partnerqualifizierung                       | Qualifizierung durch diverse Schulungsangebote                                                                                    |
| Kostenlose Entsorgung                       | Kostenlose Entsorgung von: - Altreifen - Stoßfängern - Radhausschalen - Kraftstoffbehältern - Bremsscheiben - weiteren Altstoffen |
| Räderhotel                                  | Bundesweites Räderhotel in Zusammenarbeit mit Kooperationspartnern                                                                |
| Angebot und Betreuung von Serviceleistungen | Angebot und Betreuung von Serviceleistungen rund um das Teilegeschäft - Dispositionssysteme - Informationssysteme etc.            |

## Sortiment
Die Volkswagen OTLG beliefert ca. 4.700 Händler der Marken Volkswagen PKW und Nutzfahrzeuge sowie Audi, Seat/Cupra und Škoda mit Original Teilen bzw. Original Zubehör. Dieses Angebot wird noch zusätzlich durch Räder und Reifen, Markenzubehör, Werkstattausrüstung und Betriebsmittel ergänzt.
Dementsprechend ist die Volkswagen OTLG ein Vollsortimenter und bietet dem Einzelhandel insgesamt über 400.000 Positionen an. In diesem Zusammenhang stellt die zunehmende Teilevielfalt die Volkswagen OTLG vor immer neue Herausforderungen, welche das Unternehmen u. a. mit Projekten wie der DNO D begegnet.

## Großprojekt „DNO D“
Mit der Gründung der Volkswagen OTLG entstand zunehmend der Bedarf nach einer logistischen Neuorganisation, wozu bereits 2002 mit der strategischen Planung begonnen wurde. In diesem Zusammenhang steht die Abkürzung DNO D für die Depotnetzoptimierung Deutschland. Bis zum Start von DNO D fand die logistische Abwicklung innerhalb der Volkswagen OTLG in den historisch gewachsenen Strukturen statt und stieß aus verschiedenen Gründen an ihre Grenzen.
Hieraus abgeleitet wurden im Vorfeld folgende Planungsprämissen festgelegt:
- Zwei tägliche Belieferungen aller Service Partner
- Hoher Servicegrad (98 %)
- Fünf-Markenfähigkeit (Integration der Marken Seat und Škoda)
- Händleranzahl pro Standort von mindestens 400 bis 500 Betrieben

Im Zuge der Umsetzung dieser Anforderungen wurde eine letzte Konsolidierung der verbliebenen zwölf Vertriebszentren auf sieben nötig. Diese sind in Norderstedt, Köln, Dieburg, Ludwigsburg, München, Ludwigsfelde und Baunatal ansässig. Ebenfalls mussten die Kapazitäten in den bestehenden Vertriebszentren erweitert bzw. ausgebaut werden. Lediglich in Berlin war eine Erweiterung technisch nicht möglich und bedingte so den Neubau eines kompletten Vertriebszentrums in der Nähe von Berlin in Ludwigsfelde.

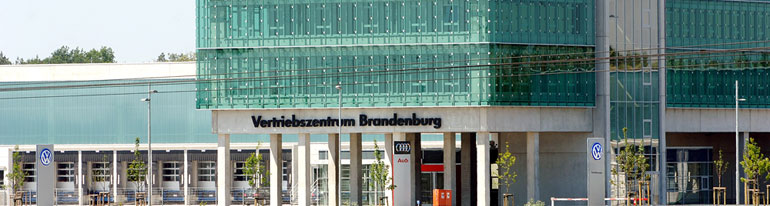
Neubau Vertriebszentrum Brandenburg

Mit der erfolgreichen Durchführung des Projektes konnten u. a. folgende Verbesserungen erreicht werden:
- Belieferung von knapp 5000 Partnern möglich (vorher knapp 3000)
- flächendeckendes Angebot der zweiten taggleichen Belieferung
- Reduzierung der Fahrstrecke (um 25 %)
- Reduzierung der Emissionen (um 32 %)
- Integration der Werkstattentsorgung
- Einrichtung produktspezifischer Lagertechnik

Ab 2007 findet man die Volkswagen OTLG in der heutigen Struktur wieder.